# 594

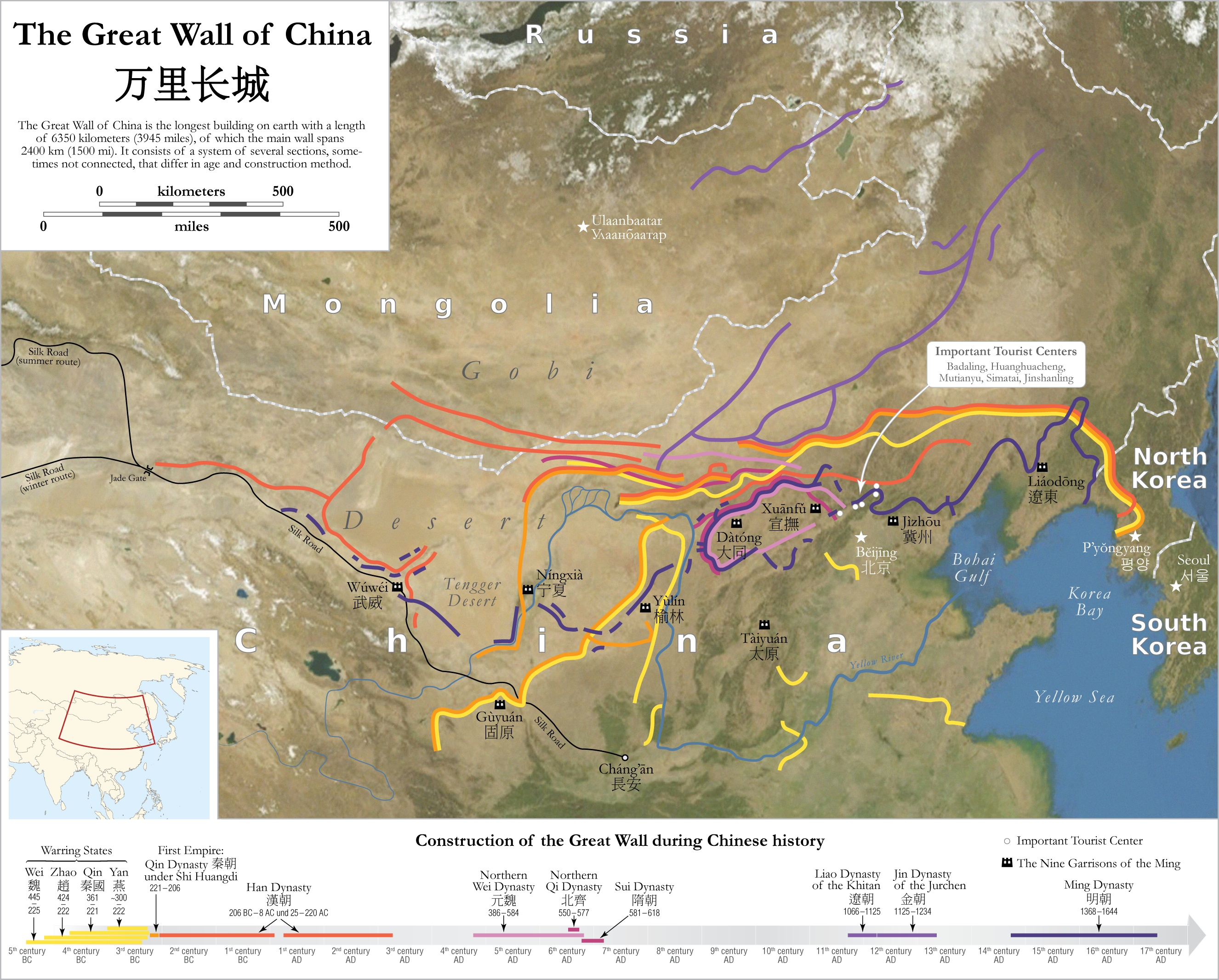
Kaart van de Chinese Muur (Sui-dynastie)

Het jaar 594 is het 94e jaar in de 6e eeuw volgens de christelijke jaartelling.

## Gebeurtenissen

### Europa
- Koning Childebert II van Austrasië houdt in Maastricht een rijksdag; een vergadering voor edelen en vazallen. Hij vaardigt Frankische wetten uit voor zijn onderdanen (specifiek die van het huwelijk) en voert voor sommige de doodstraf in.

### Azië
- Keizer Wen Di laat de Chinese Muur herstellen en uitbreiden om zijn rijk te beschermen tegen "barbaarse" invallen. Hij dwingt de burgerbevolking werkzaamheden uit te voeren. Volgens schattingen komen er tijdens het bewind van de Sui-dynastie ongeveer 1 miljoen mensen om het leven.
- Keizerin Suiko richt een gecentraliseerd bestuur in naar Chinees model en erkent het boeddhisme in Japan als officiële staatsgodsdienst.

## Geboren
- Kōgyoku, keizerin van Japan (overleden 661)

## Overleden
- Gregorius van Tours, bisschop en historicus